# Begraafplaats van Boekhoute
De Begraafplaats van Boekhoute is een gemeentelijke begraafplaats in het Belgische dorp Boekhoute, een deelgemeente van Assenede. De begraafplaats ligt aan Meuleken op 300 m ten westen van het dorpscentrum (Heilig Kruiskerk). De oorspronkelijke 
begraafplaats heeft een rechthoekig grondplan en wordt omgeven door een bakstenen muur. De toegang bestaat uit twee dienstgebouwtjes waartussen een dubbel traliehek is geplaatst. Aan de achterzijde in de Graafjanstraat is in het nieuwe gedeelte eveneens een toegang. 
Direct na de ingang liggen in een perk tussen twee Britse gesneuvelden twee Belgische militairen en drie burgerlijke slachtoffers uit de Eerste Wereldoorlog. Verder liggen nog tussen de burgerlijke graven een vijftigtal Belgische oud-strijders uit beide wereldoorlogen. 

## Britse oorlogsgraven
Direct na de ingang van de begraafplaats liggen 2 Britse gesneuvelden uit de Eerste Wereldoorlog. Het zijn de graven van luitenant George Brown en kapitein Charles Graham Haynes, beiden leden van de Royal Air Force. Zij werden bij een luchtgevecht met hun De Havilland DH9 op 23 oktober 1918 neergeschoten. Kapitein C.G. Haynes werd tweemaal onderscheiden met het Military Cross (MC and Bar).
Hun graven worden onderhouden door de Commonwealth War Graves Commission en staan er geregistreerd onder Boekhoute Communal Cemetery.